# Jerzy Różański (pilot)
Jerzy Różański (ur. 27 marca 1910, zm. 13 czerwca 1944) – pułkownik w Polskich Siłach Powietrznych na Zachodzie.

## Życiorys
Urodzony w Łodzi w rodzinie Jerzego i Heleny Różańskiej. Członek Aeroklubu Warszawskiego.

### Wypadek w Radogoszczu

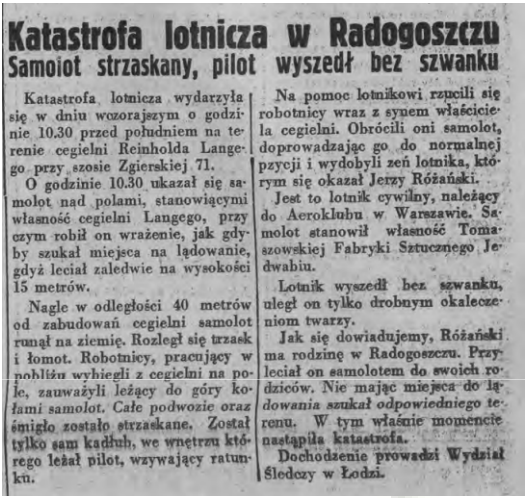
Artykuł w gazecie „Łodzianin” (organ P.P.S. numer 201) opisujący wypadek Jerzego Różańskiego w Radogoszczy 20 lipca 1938 roku

20 lipca 1938 roku, Jerzy Różański, próbując podejść do lądowania awionetką należącą do fundacji Tomaszowskiej Fabryki Sztucznego Jedwabiu rozbił się w Radogoszczu pod Łodzią. Według ówczesnych doniesień prasowych, pilot, który leciał do Radogoszczu odwiedzić swoich rodziców, popełnił błąd podchodząc do lądowania na zbyt wolnym przelocie i za małej wysokości. Różański nie odniósł żadnych poważnych obrażeń w wypadku.
Awionetka, która uległa zniszczeniu w wypadku w Radogoszczu była jednym z trzech samolotów zakupionych w 1938 ze składek pracowników Tomaszowskiej fabryki jedwabiu. Zakupione samoloty akrobacyjne typu RWD-10 zostały przekazane Aeroklubowi Warszawskiemu, by służyły w nim do szkolenia przyszłych pilotów wojskowych.

### Łącznik lotniczy
We wrześniu 1939 roku wykonywał loty łącznikowe samolotem sportowym, na trasie  Warszawa – Łuck – Warszawa, przewożąc ewakuowanym władzom meldunki i różnego rodzaju informacje wojskowe.

## Służba lotnicza w RAF

### 112 Dywizjon Myśliwski RAF

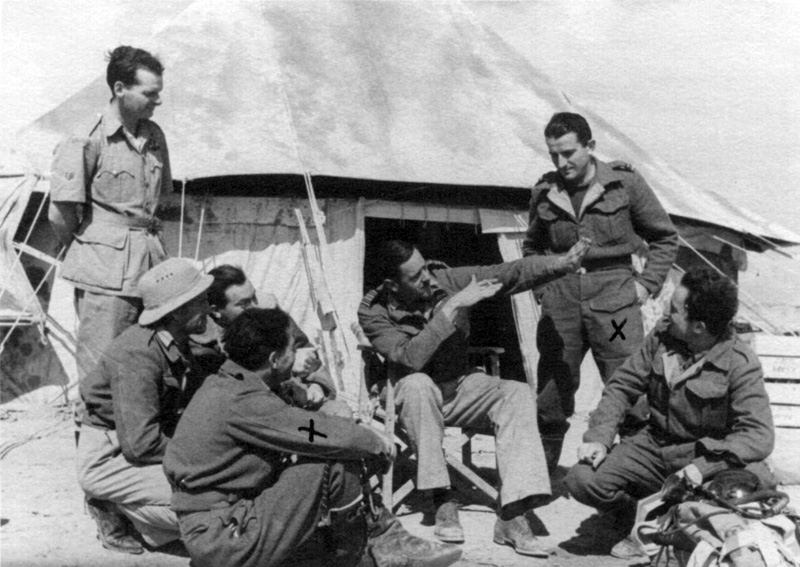
Polscy myśliwcy 112 Dywizjonu Myśliwskiego RAF. Od lewej: st. sierż. Jerzy Różański, plut. Józef Derma (w jasnym hełmie korkowym), kpt. Feliks Gazda, sierż. Stanisław Grondowski, S/Ldr Clive Caldwell (gestykulujący), por. Feliks Knoll oraz por. Henryk Knapik

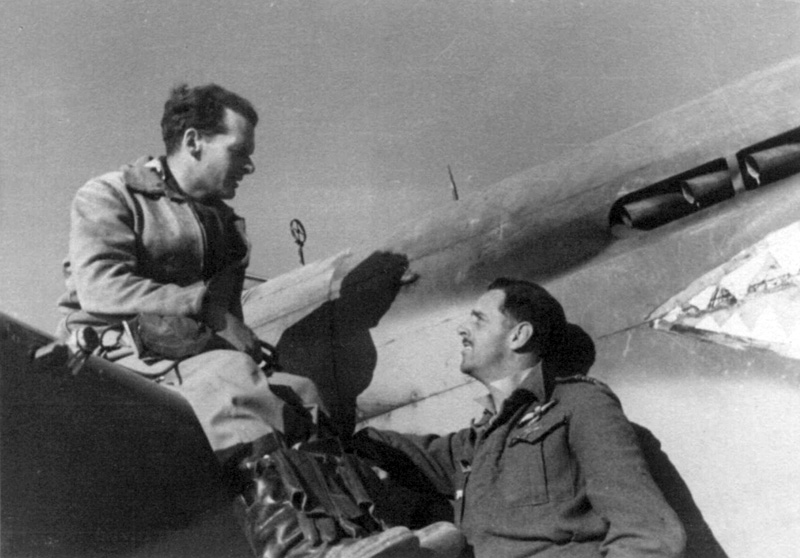
St. sierż. Jerzy Różański (na skrzydle) w rozmowie ze S/Ldr Clivem Caldwellem

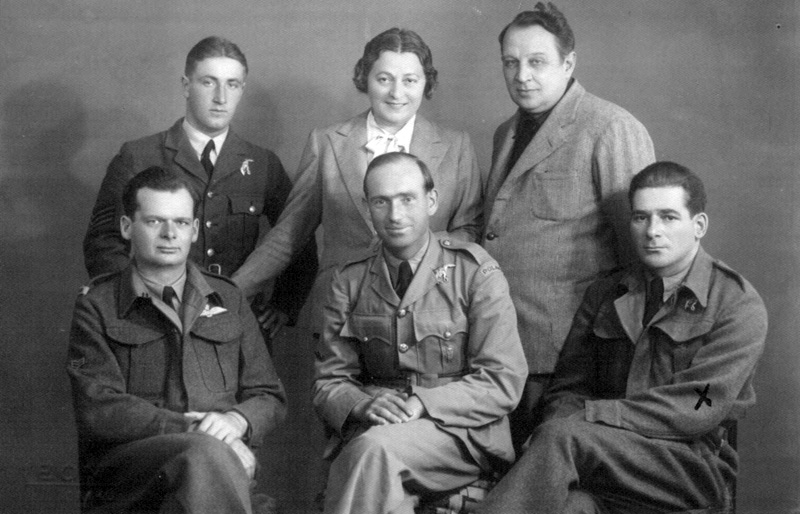
Zdjęcie polskich myśliwców ze 112 Dywizjonu RAF. U góry z lewej stoi plut. Zbigniew Urbańczyk. W dolnym rzędzie od lewej: st. sierż. Jerzy Różański, plut. Józef Derma oraz sierż. Stanisław Grondowski

W latach 1941 i 1942 pełnił służbę w jednostce nieoperacyjnej Oddziału Polskiego w Takoradi, która została nieformalnie przydzielona do 112 Dywizjonu Myśliwskiego RAF, zwanego powszechnie „Dywizjonem Rekinów” na stanowisku starszego sierżanta o numerze ewidencyjnym 793605. Polski oddział w 112 dywizjonie stacjonował w brytyjskiej kolonii Złote Wybrzeże (obecnie Ghana). Oddział odpowiedzialny był za transport samolotów ze Złotego Wybrzeża do Egiptu lub na Bliski Wschód. Po kilku miesiącach służby nieoperacyjnej, latem 1941, część lotników z Oddziału Polskiego w Takoradi zgłosiła chęć wstąpienia do jednostki bojowej na froncie północnoafrykańskim (do ochotników należał m.in. st. sierżant Jerzy Różański). Pomysł utworzenia polskiej grupy myśliwskiej w Afryce Północnej został zaproponowany przez ówczesnego brytyjskiego ministra lotnictwa, Sir Archibalda Sinclaira w liście do rządu polskiego na uchodźstwie i Naczelnego Wodza gen. Władysława Sikorskiego. W odpowiedzi gen. Władysław Sikorski potwierdził gotowość 22 polskich pilotów młodszych wiekiem (tym samym w ocenie generała nadających się wciąż do walki) do wstąpienia do jednostek operacyjnych. Spośród 22 ochotników, połowa z nich została konsekwentnie skierowana do szkolenia operacyjnego – kpt. Feliks Gazda, por. Witold Jander, por. Henryk Knapik, por. Feliks Knoll, por. Czesław Matusiak, st. sierż. Jerzy Różański, sierż Stanisław Grondowski, plut. Józef Derma, plut. Wiktor Giedroyć, plut. Jan Mikulski oraz plut. Zbigniew Urbańczyk. Lotnicy odbyli szkolenie w 71 Operational Training Unit (71 OTU) na terenie współczesnego Sudanu. Jako pierwsi na szkolenie wysłani zostali Jerzy Różański wraz z Feliksem Knollem oraz Czesławem Matusiakiem 1 listopada 1941 roku. Po odbyciu szkolenia st. sierż. Jerzy Różański wstąpił oficjalnie do jednostek bojowych 112 Dywizjonu Myśliwskiego RAF 8 lutego 1942 roku. 13 marca w walce z niemiecką wyprawą bombową zestrzelony został przez Messerschmitta pilotowanego przez Obfw. Otto'a Schulza z jednostki II./JG 27. Różański przeżył zestrzelenie i pomyślnie wylądował w trybie awaryjnym w rejonie Tobruku. Nie odniósł obrażeń. Chwilę po opuszczeniu kabiny, jego samolot, Kittyhawk I (AK834), zapalił się.
Jerzy Różański zakończył służbę w 112 Dywizjonie Myśliwskim RAF 5 maja 1942 roku. Podczas swojej służby w dywizjonie został odznaczony po raz pierwszy Krzyżem Walecznych. Po odbyciu służby w 112 Dywizjonie, st. sierżant Różański został skierowany do  306 Dywizjonu Myśliwskiego RAF. Przed wstąpieniem do dywizjonu, Różański ponownie odbył szkolenie myśliwskie, w jednostce wyszkolenia bojowego 58 Operational Training Unit w Grangemouth w Szkocji.

### 306 Dywizjon Myśliwski („Toruński”) RAF
Jerzy Różański dołączył do 306 dywizjonu w drugiej połowie grudnia 1942 roku w randze podporucznika. W czasie trwania służby Różańskiego dywizjon przeprowadzał głównie operacje Circus i Rodeo nad północnymi wybrzeżami Francji graniczącymi z południową Anglią – nad kanałem La Manche, Dunkierką i Le Touquet. Samoloty myśliwskie z dywizjonu 306 uczestniczyły w operacjach Circus w roli eskorty dla samolotów z formacji bombowych. Operacje Rodeo były wyłącznie przeprowadzane przez samoloty myśliwskie. Podczas tych operacji, samoloty z dywizjonu 306 dokonywały ataków z broni palnej na strategiczne cele na mapie okupowanej Europy Zachodniej. Podczas swojej służby w 306 dywizjonie, Jerzy Różański łącznie wziął udział w okołu 20 operacjach ofensywnych przeciwko III Rzeszy.

### 300 Dywizjon Bombowy („Ziemi Mazowieckiej”) RAF

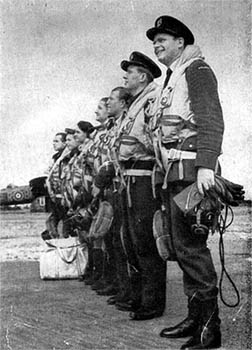
Załoga Jerzego Różańskiego na krótko przed zaginięciem podczas misji w Gelsenkirchen w czerwcu 1944 r.

Na podstawie istniejących materiałów źródłowych wiemy, że Jerzy Różański był częścią załogi dywizjonu 300 w maju 1944 roku w randze porucznika lotniczego. W okresie maja dywizjon 300 przeprowadzał głównie małoskalowe operacje bombowe, koncentrujące się na wrogich bateriach artylerii
nadbrzeżnych, stoczniach kolejowych i magazynach broni zlokalizowanych na północnych wybrzeżach Francji i Belgii. Ataki były celowo rozproszone, by nie ujawnić przedwcześnie dokładnej lokalizacji planowanej operacji lądowania w Normandii (tak zwane D-day, część operacji Overlord) zaplanowanej na 6 czerwca 1944 roku.
W przeddzień operacji D-day ponad 1000 alianckich samolotów bojowych zostało przygotowanych, aby zbombardować 10 przybrzeżnych artylerii na wybrzeżu w Normandii. Dywizjon 300 wyznaczył do tej operacji sześć Lancasterów, skierowanych do ataku na baterię artylerii przybrzeżnej Crisbecq, na północ od miejscowości Saint-Marcouf, z widokiem na plażę Omaha, gdzie siły amerykańskie miały przeprowadzić swój desant. Podczas tej operacji w dywizjonie 300 porucznik Jerzy Różański został wyznaczony starszym pilotem na służbie.
W nocy z 9 na 10 czerwca oddział siedmiu Lancasterów dowodzonych przez porucznika Jerzego Różańskiego otrzymało rozkaz ataku na lotnisku we Flers. Operacja odbyła się pomyślnie i zaplanowany cel został zrealizowany. Następnej nocy, z 10 na 11 czerwca oddział ośmiu jednostek z dywizjonu 300 pod dowództwem porucznika Jerzego Różańskiego otrzymał rozkaz ataku na Evreux, miasteczka w położonego między Paryżem a wybrzeżami Normandii.
W nocy z 12 na 13 czerwca, dywizjon 300 wziął udział w operacji wymierzonej przeciwko niemieckiemu przemysłowi naftowemu. Głównym celem była rafineria ropy syntetycznej Nordstern w Gelsenkirchen, do której ataku wysłano osiem Lancasterów z dywizjonu 300. Oddział wyruszył pod przewodnictwem Jerzego Różańskiego o godzinie 23:16. Według dostępnych zapisów dotyczących przebiegu akcji, warunki do przeprowadzenia operacji były zadowalające. Jednostki lotnicze Pathfinder (RAF) odpowiedzialne za znakowanie celów bombowych za pomocą flar dokładnie zaznaczyły punkt do nalotu, tym samym zwiększając szanse na powodzenie misji. Podczas trwania operacji, kontyngent dywizjonu narażony był na intensywny ostrzał ze strony niemieckich dział przeciwlotniczych typu Flak oraz na zlokalizowanie na mapie nieba za pomocą intensywnie używanych reflektorów przeciwlotniczych. Kontyngent 300 Dywizjonu przeprowadził zaplanowane ataki, po czym pięć (z ośmiu) jednostek pomyślnie wróciło do bazy, aby zaraportować udaną operację. Wśród jednostek, które zaginęły podczas operacji był Lancaster LL807 na czele z porucznikiem Jerzym Różańskim. Do zestrzelenia jednostki bombowej prowadzonej przez porucznika Różańskiego przyznał się później nazistowski porucznik Ernst-Ewald Hittler (z nocnej jednostki myśliwskiej Luftwaffe numer 3/NJG1). LL807 został zestrzelony przez przeciwnika o godzinie 1:30 w nocy na wysokości 2 500 metrów nad poziomem morza. Lancaster rozbił się w jeziorze Ijsselmeer, nikt nie ocalał.

## Miejsce pochówku
Początkowo pochowany na wyspie Urk w Holandii. Grób został później przeniesiony na cmentarz Rusthof w Amersfoort (dział 13, rząd 12, grób 202). Pułkownik Różański został również upamiętniony pośmiertnie symbolicznym grobem na cmentarzu Rzymskokatolickim św. Rocha w Łodzi. Grób upamiętnia całą załogę poległego Lancastera nr. LL807. Upamiętniony również na pomniku Polish Air Force Memorial w Londynie, wzniesionym w celu uczczenia pamięci polskich lotników pomagającym aliantom podczas Drugiej Wojny Światowej (upamiętniony na panelu nr. 60). 